# L'aventure est au large
Pour plus de détails, voir Fiche technique et Distribution.
L'aventure est au large (The Truth About Spring) est un film britannique réalisé par Richard Thorpe, sorti en 1965.

## Synopsis
Tommy Tyler, un veuf, navigue avec sa fille Spring, un garçon manqué, dans les Caraïbes. Ils rencontrent Charles Skelton, un millionnaire, et son neveu William Ashton. Les jeunes gens vont tomber amoureux mais aussi être entraînés dans la recherche d'un trésor englouti, qui sera loin de correspondre aux espérances... 

## Fiche technique
- Titre original : The Truth About Spring
- Titre français : L'aventure est au large
- Titres alternatifs : Miss Jude ou The Pirates of Spring Cove
- Réalisation : Richard Thorpe
- Scénario : James Lee Barrett, d'après le roman Satan; a Romance of the Bahamas de Henry De Vere Stacpoole
- Direction artistique : Gil Parrondo
- Photographie : Edward Scaife
- Son : A.W. Watkins
- Montage : Thomas Stanford
- Musique : Robert Farnon
- Production : Alan Brown
- Directeur de production : Douglas Twiddy
- Société de production : Quota Rentals
- Sociétés de distribution :  Universal Pictures,  J. Arthur Rank Film Distributors,  Universal
- Pays de production :  Royaume-Uni[1]
- Langue originale : anglais
- Format : couleur (Technicolor) — 35 mm — 1,85:1 — son Mono (Westrex Recording System)
- Genre : comédie romantique, film d'aventure
- Durée : 102 minutes
- Dates de sortie : 
  - États-Unis : 31 mars 1965
  - France : 8 décembre 1965

## Distribution
- Hayley Mills : Spring Tyler
- John Mills : Tommy Tyler
- James MacArthur : William Ashton
- Lionel Jeffries : Cark
- Harry Andrews : Sellers
- Niall MacGinnis : Cleary
- Lionel Murton : Simmons
- David Tomlinson : Skelton

## Chanson du film
- "The Truth About Spring" : musique de Robert Farnon, paroles de David Heneker, interprétée par Danny Street